# 395-та піхотна дивізія (Третій Рейх)
395-та піхотна дивізія (Третій Рейх) (нім. 395. Infanterie-Division) — піхотна дивізія Вермахту, що входила до складу німецьких сухопутних військ у роки Другої світової війни.

## Історія з'єднання
395-та піхотна дивізія була сформована 16 березня 1940 року в ході 9-ї хвилі мобілізації вермахту у Тільзиті (Східна Пруссія) на основі 521-ї піхотної дивізії. Гарнізони в Альт-Бунцлау, згодом Шреттерсбург, у I військовому окрузі стали пунктами постійної дислокації частин дивізії. У середині червня 1940 р. було створено 395-й артилерійський полк зі штабом і двома дивізіонами (I і III), який був озброєний польськими гарматами. З липня 1940 року, після французького перемир'я наприкінці червня 1940 року, дивізія була підпорядкована командувачу резервними військами I військового округу для розформування.
22 липня 1940 року дивізію розформовано. II./III. батальйони 665-го піхотного полку і I./III. батальйони 674-го піхотного полку і три батальйони 675-го піхотного полку переформували на сім вартових батальйонів, які мали охороняти військовополонених. I. і II./675 були використані у III військовому окрузі для створення 333-ї піхотної дивізії, III./675 був розпущений. Штаб колишньої дивізії було передано до 395-го командування польової комендатури, яке пізніше перевели до Салонік.

## Райони бойових дій
- Німеччина (березень — грудень 1940)

## Командування

### Командири
- генерал-майор Ганс Штангель (16 березня — 31 грудня 1940)

### Підпорядкованість
| Час      | Корпус | Армія | Група армій (округ) | Штаб           |
| -------- | ------ | ----- | ------------------- | -------------- |
| 1940     |        |       |                     |                |
| березень |        |       | I ВО                | Східна Пруссія |
| липень   |        |       | I ВО                | Східна Пруссія |

### Склад
| 1940                                   |
| -------------------------------------- |
| 665-й піхотний полк                    |
| 674-й піхотний полк                    |
| 675-й піхотний полк                    |
| 395-й велосипедний ескадрон            |
| 395-та дивізійна рота зв'язку          |
| 395-те дивізійне управління постачання |